# ロシア軌道セグメント

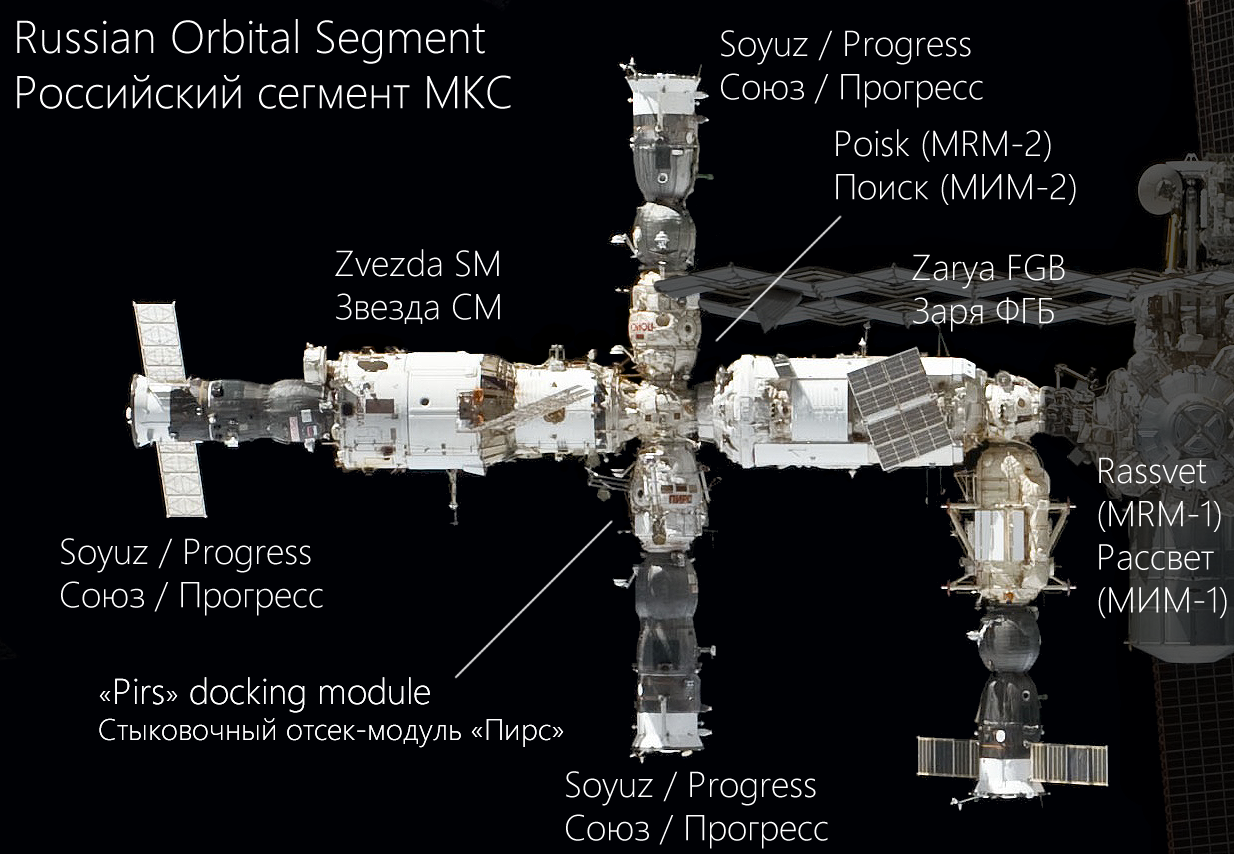
2011年時点のロシア軌道セグメントの注釈付き画像

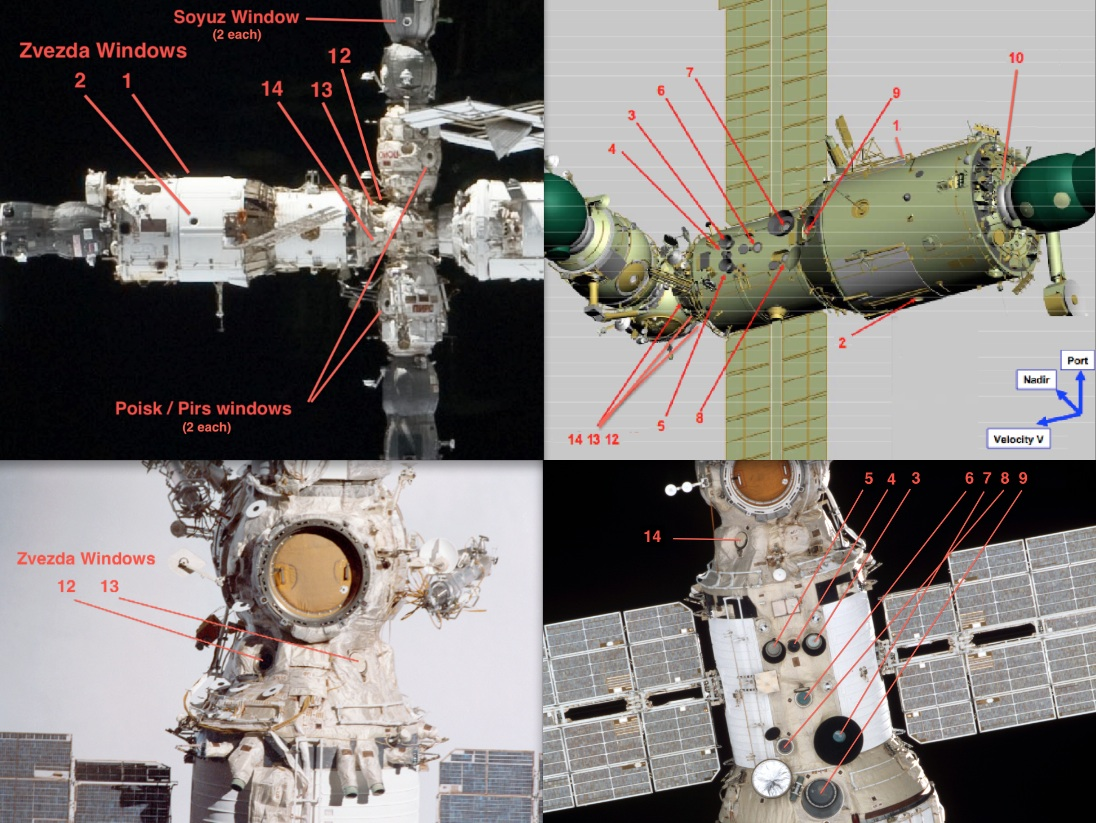
ロシア軌道セグメントの窓

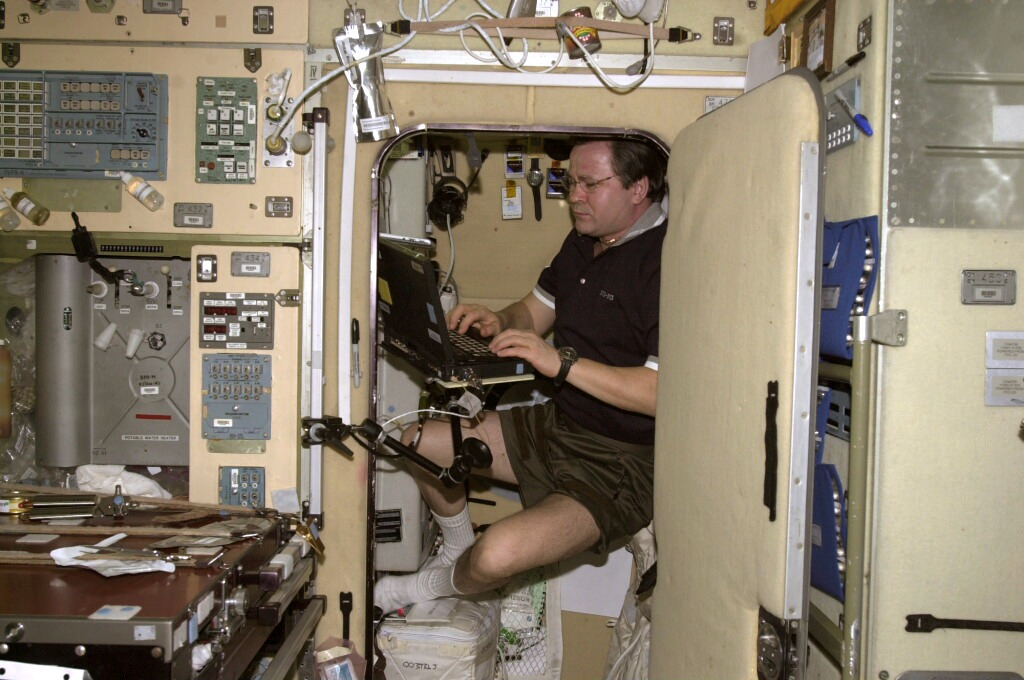
ズヴェズダサービスモジュールの乗組員区画の一つで作業するニコライ・ブダーリン（宇宙飛行士）

ロシア軌道セグメント（Russian Orbital Segment、ROS）は国際宇宙ステーションの構成要素の中でロシアが製造し、ロシアのロスコスモスが運営する部分につけられた名称。ROSはステーション全体の誘導、航法および制御を担当している。

## 現在の構成
このセグメントは現在5つのモジュールで構成されているが、これらはすべて実質的には計画が中止になったロシアの宇宙ステーションミールの基本構成からなっている。このセグメントとはモスクワにあるロスコスモスのRKAミッションコントロールセンターから直接制御される。5つのモジュールは以下の通り（打ち上げ順、カッコ内は名称の意味）
- ザーリャ（夜明け）
- ズヴェズダ（星）
- ポイスク（調査）
- ラスヴェット（暁）
- ナウカ（科学）

第1モジュール、「ザーリャ」、あるいは機能的貨物ブロック（Functional Cargo BlockないしFGB）はISSの最初の部品として打ち上げられ、ロシアのサービスモジュール「ズヴェズダ」がドッキングしてほどなく制御が移行するまでは初期のステーション構成に電力、収納、推進力および航法誘導を担っていた。ズヴェズダにはESAが組み立てたDMS-Rデータ管理システムが搭載されている。現在は主に収納場所として使われているが、ザーリャはソユーズ、プログレス補給船およびATVがステーションにドッキングするポートとしても機能していた。ステーションの軌道をブーストする宇宙船は船尾のポート（ステーションの通常の姿勢および進行方向から見て後方）にドッキングする。FGBはロシアのサリュート計画のために設計されたTKS宇宙船の子孫である。5.4トンの推進剤燃料を貯蔵することができ、ドッキングした宇宙船と双方向に自動でやり取りすることができる。ザーリャはもともとはロシアのミール宇宙ステーションのモジュールとして意図されていたが、ミール計画終了時には飛行していなかった。ロシアおよび元ソビエト連邦によって開発されたが、ザーリャの製造はアメリカ合衆国およびNASAの資金で行われ、現在でも合衆国が所有権を有している。
第2モジュールの「ズヴェズダ」はステーションのサービスモジュールであり、乗組員の生存環境を提供し、ISSのメインエンジンを搭載しており、ソユーズ、プログレス、ATVがドッキングするポートを提供している。
第3モジュールの「ピアース」はROSのエアロックとして機能して、船外活動宇宙服が収納され、宇宙飛行士が宇宙ステーションから出る際に必要な装備を備えていた。また、ソユーズおよびプログレスとのドッキング室としても使われた。2021年7月26日に使用が停止され、プログレスMS-16によってドッキング解除され、このあと打ち上げられたナウカモジュールに場所を空けるために大気圏で燃え尽きさせられた。
第4モジュールの「ポイスク」は「ピアース」と同じものである。エアロックの冗長化は一つのエアロックを修理する際に内側からと、もう一つのエアロックから船外に出て、戻ることになる乗組員によって外側からとの両方を同時に行うことを可能にする。
第5モジュールの「ラスヴェット」ははじめは貨物の収納と到着した宇宙機のドッキングポートとして使われた。

### ナウカ

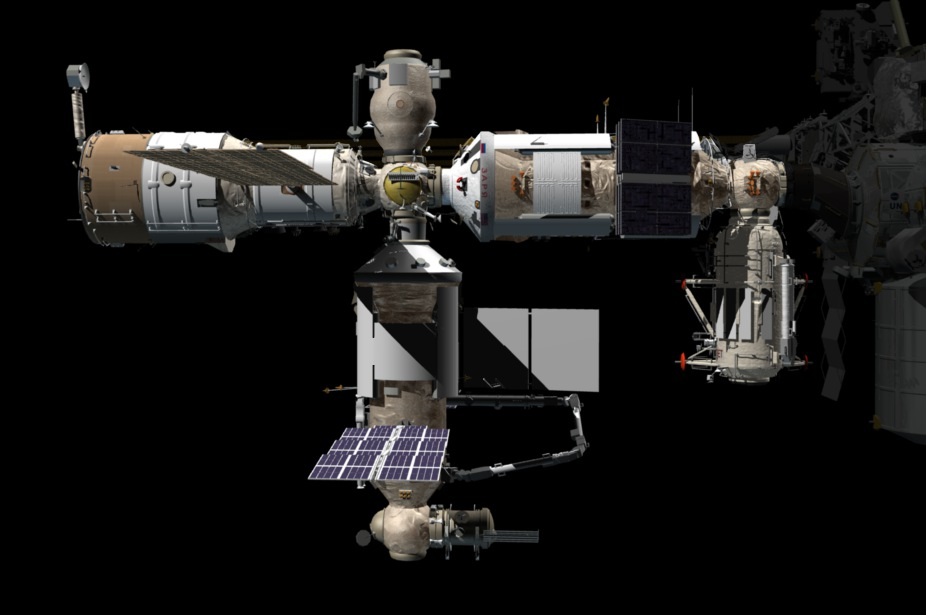
ナウカがドッキングした後のロシア軌道セグメントのコンピューター生成した画像

「多目的実験モジュールアップグレード」（MLM-U）としても知られるナウカ（ロシア語: Нау́ка、「科学」の意）ないし「FGB-2」（ロシア語: Многофункциональный лабораторный модульないしМЛМ）は、ピアースの場所に配置された、主たるロシアの実験室モジュールである。2011年10月、ナウカの打ち上げが2013年12月と報じられた。ナウカの到着の前に、プログレスロボット宇宙船がピアースにドッキングし、このモジュールとともにステーションを離れ、大気圏で燃え尽きた。
ナウカのミッションはたびたび変更された。1990年代中ごろにはFGBの予備機とされていたが、その後、汎用ドッキングモジュールに変更された。ナウカのドッキングポートは宇宙船と追加モジュール両方の自動ドッキングと、燃料の転送をサポートする。
ナウカは自前のエンジンでROSに接続できる。このモジュールはサポートモジュールとともに軌道離脱の前にISSから分離し、OPSEK宇宙ステーションの一部となる予定だったが、2017年にロスコスモスがROSを将来ISSから分離する意図はなく、パートナーとの協力を継続すると発表した。このモジュールには追加の生命維持システム及び方向制御が搭載されている。ナウカの太陽電池パネルが提供する電力は、ROSがもはやアメリカ軌道モジュールの主太陽電池パネルの電力に頼らなくても済むことを意味する。打ち上げはたびたび遅延した。
2020年1月23日、TASS通信はナウカの燃料タンクのバルブを交換するためにロールアウトが3月末まで延期されたと報じた。2020年2月4日にドミトリー・ロゴージンは保証期間が過ぎたのでナウカはさらにテストする必要があり、カザフスタンでの打ち上げを2021年1月に延期してモスクワでテストを実施すると述べた。この時点でテストは進行中で、5月までに完了する必要があった。2020年2月21日にプロトンロケットの組み立てが完了し、発射ステージがバイコヌールへと出荷された。2020年4月2日、TASS通信はバルブの修理は完了したが、バイコヌールへと出荷する前にこのモジュールのシステムはさらにテストが必要であり、ロールアウトは5月末になると報じた。COVID-19の懸念から作業は4月15日まで中断されたが、システムテストは基幹要員によって作業再開まで進められた。
2020年5月、ナウカの打ち上げは2021年の第2四半期と報じられたが、そのあとではナウカの一部のシステムは保証期間を過ぎてしまうことになる。
最終的に2021年7月21日、14：58UTCに打ち上げられ、2021年7月29日、13:29UTCにズヴェズダモジュールの天底側ポートにドッキングした。

## 将来のモジュール

### プリチャル接続モジュール

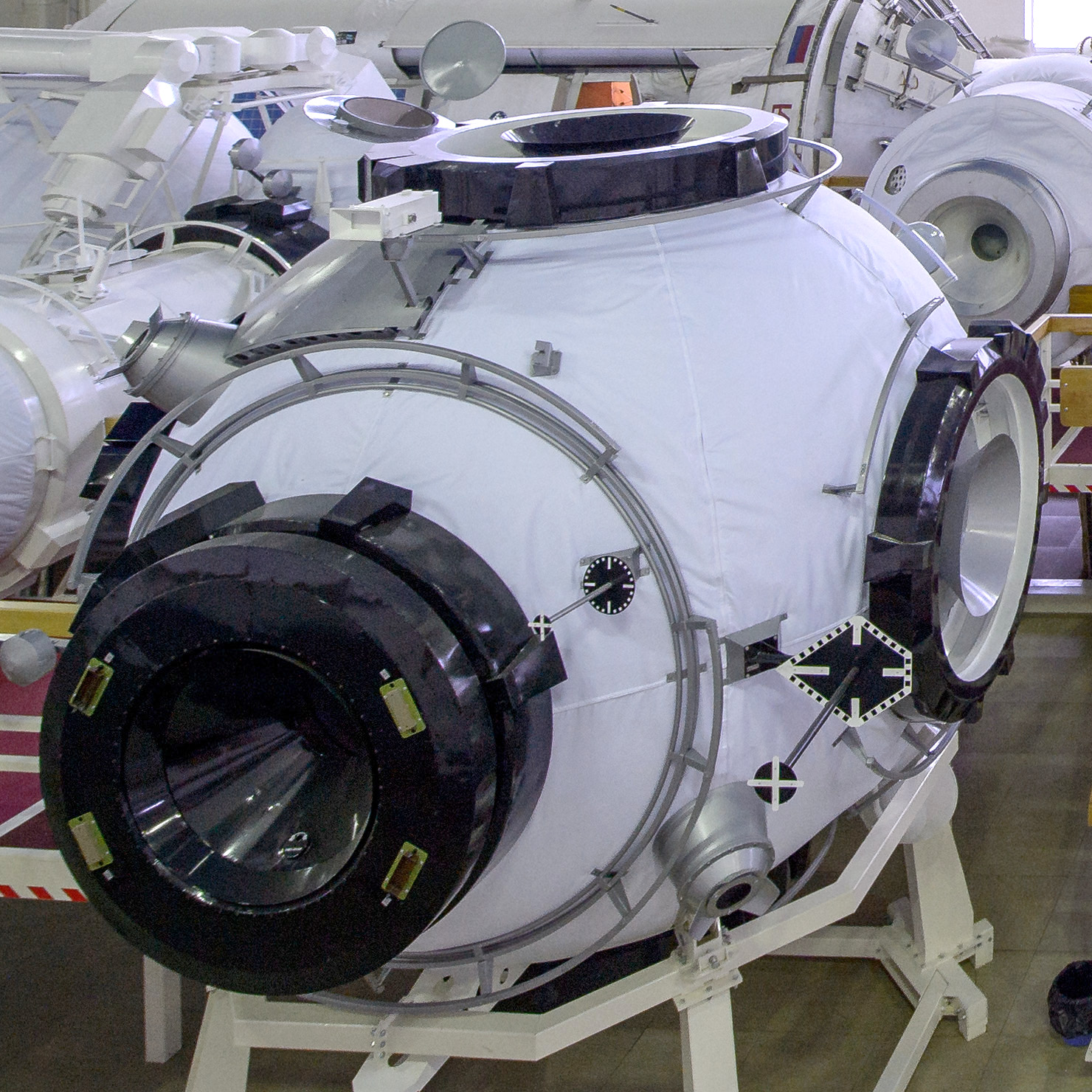
プリチャル接続モジュールのモックアップ

ウズロヴォイモジュールないしUM（ロシア語: Узловой Модуль "Причал",
「係留場所/停泊所」接続モジュール）としても知られるプリチャル接続モジュールは国際宇宙ステーション（ISS）の一部となる予定のロシアの宇宙機である。2011年に承認され、2021年11月24日に打ち上げが予定されており、2022年から供用が開始される予定である。
この接続モジュールは将来の軌道有人組み立ておよび実験複合体（OPSEK）の恒久的な要素として使われる予定だったが、計画自体が2017年に廃棄された。

### Oka-T-MKS
Oka-T-MKSはISSのコンパニオンモジュールとして計画されていた。2012年12月時点では建造中と報じられたが、その開発は大幅に遅延している。このモジュールは自立軌道宇宙実験室として実験を行うためにほとんどの時間が自由落下状態にあり、約180日ごとに実験設備の保守のためにISSとドッキングすることになっている。Oka-T-MKS宇宙実験室は2012年にロスコスモスからエネルギアに委託された。当初は2015年の打ち上げが予定されていたが、これは無期限に延期されており、いくつかの証拠は、重要な開発パートナーを得られずに開発が放棄されたことを示唆している。

## 提案されたモジュール
2009年6月17日、ロスコスモスはNASAおよびその他のISSパートナーに、2016年ないし2020年以降の運用可能性を確保するためにロシアセグメントにモジュールを追加する提案を提示した。この目的のためにナウカ（MLM）の天底側ドッキングポートに取り付けらるプリチャル接続モジュールは、当時の2016年以降のUSセグメントが前進するという軌道離脱計画においてもロシアセグメント独立した電源を供給できる2つの追加のより大きなモジュールの取り付けを容易にする。名目上、科学および発電モジュール1および2と呼ばれる2つの大きなモジュールはプロトンロケットによって2014年と2015年に打ち上げられる予定だった。2つのモジュールはプリチャルの右舷側および左舷側取り付けられ、将来の拡張性のために船尾側ドッキングポートが、ソユーズおよびプログレスがドッキングするために天底側ポートがアクセスできるようする予定だった。ソユーズおよびプログレス宇宙機のドッキングを容易にするために、プリチャルはザーリャの天底ドッキングポートに接続されたミニ・リサーチ・モジュール1に近いので、プリチャルの前向きのポートは使用できない。2010年1月の時点では、ロスコスモスもNASAもこれらのモジュールの詳細や、ロシア政府からの正規の資金提供がなされているのか、ISSの打ち上げマニフェストスケジュールに追加されているのアkを確認していない。